# Maihueniopsis
Maihueniopsis Speg. è un genere di piante della famiglia delle Cactacee.

## Tassonomia
Comprende le seguenti specie:
- Maihueniopsis archiconoidea F.Ritter
- Maihueniopsis atacamensis (Phil.) F.Ritter
- Maihueniopsis camachoi (Espinosa) F.Ritter
- Maihueniopsis clavarioides (Otto ex Pfeiff.) E.F.Anderson
- Maihueniopsis colorea (F.Ritter) F.Ritter
- Maihueniopsis conoidea (F.Ritter) F.Ritter
- Maihueniopsis crassispina F.Ritter
- Maihueniopsis darwinii (Hensl.) F.Ritter
- Maihueniopsis domeykoensis F.Ritter
- Maihueniopsis glochidiata G.J.Charles
- Maihueniopsis glomerata (Haw.) R.Kiesling
- Maihueniopsis grandiflora F.Ritter
- Maihueniopsis hickenii (Britton & Rose) D.R.Hunt
- Maihueniopsis leoncito (Werderm.) F.Ritter ex P.C.Guerrero & Helmut Walter
- Maihueniopsis minuta (Backeb.) R.Kiesling
- Maihueniopsis molfinoi Speg.
- Maihueniopsis ovata (Pfeiff.) F.Ritter
- Maihueniopsis platyacantha (Salm-Dyck ex Pfeiff.) D.R.Hunt
- Maihueniopsis reicheana (Espinosa) Katt. & Lodé
- Maihueniopsis wagenknechtii F.Ritter
- Maihueniopsis wagenknechtii F.Ritter